# اليوبيل البلاتيني للملكة إليزابيث الثانية
كان اليوبيل البلاتيني للملكة إليزابيث الثانية هو الاحتفال الدولي في عام 2022 بمناسبة الذكرى السبعين لتولي الملكة إليزابيث الثانية مقاليد الحكم في 6 فبراير 1952.
في المملكة المتحدة، كانت هناك عطلة مصرفية إضافية في 3 يونيو كما نقلت عطلة الربيع المعتادة للبنوك من نهاية مايو إلى 2 يونيو من أجل خلق عطلة نهاية أسبوع متعلقة باليوبيل البلاتيني لمدة أربعة أيام من الخميس 2 يونيو إلى الأحد 5 يونيو. كانت هذه هي المرة الأولى التي يحتفل فيها أي ملك في التاريخ البريطاني باليوبيل البلاتيني، كما هو الحال في تاريخ دول الكومنولث الأخرى. أعلن عن مبادرات للاحتفال باليوبيل من قبل حكومات العديد من الدول - بما في ذلك أستراليا، كندا ونيوزيلندا وبابوا غينيا الجديدة والمملكة المتحدة – بالإضافة إلى أقاليم مثل جزر كايمان وجبل طارق، كما أقيمت احتفالات في دول أعضاء أخرى في الكومنولث، مثل غامبيا وماليزيا ومالطا وباكستان وساموا. أرسل قادة من جميع أنحاء العالم، بما في ذلك من الصين وفرنسا وألمانيا وإسرائيل والولايات المتحدة، رسائل تهنئة إلى الملكة على بلوغ هذا الإنجاز.
أصدرت الطوابع والعملات التذكارية من قبل العديد من دول الكومنولث وأضاءت منارات في كل عاصمة الكومنولث لأول مرة. في كثير من الأماكن زرعت الأشجار تكريمًا للملكة.

## يوم توليها الحكم 2022
احتفل اليوبيل بالذكرى السبعين لتولي الملكة إليزابيث الثانية الحكم في 6 فبراير 1952.

في رسالتها بمناسبة هذا اليوم لعام 2022، قالت الملكة إنها تأمل في أن يجمع اليوبيل البلاتيني العائلات والأصدقاء والجيران والمجتمعات. وقالت: إن اليوبيل يتيح لي وقتًا للتفكير في حسن النية التي أظهرها لي الناس من جميع الجنسيات والمعتقدات والأعمار في هذا البلد وفي جميع أنحاء العالم خلال هذه السنوات. شكرت الجميع على دعمهم وولائهم وعاطفتهم، ووقعت على الرسالة: خادمتكم. قالت عن حكمها الذي دام 70 عامًا وعن المستقبل:
بينما أتطلع بشعور من الأمل والتفاؤل إلى عام اليوبيل البلاتيني الخاص بي، أتذكر كم يمكننا أن نكون شاكرين له. لقد شهدت هذه العقود السبعة الماضية تقدمًا غير عادي اجتماعيًا وتكنولوجيًا وثقافيًا استفدنا منه جميعًا. وأنا واثق من أن المستقبل سيوفر فرصًا مماثلة لنا وخاصة للأجيال الشابة في المملكة المتحدة وفي جميع أنحاء الكومنولث.
نشرت صورة ولقطات للملكة وهي تعمل من صناديقها الحمراء في ساندرينغهام هاوس. قال أمير ويلز آنذاك إن إخلاص الملكة لرفاهية جميع أفراد شعبها يثير إعجابًا أكبر مع مرور كل عام.
جاءت رسائل التكريم والتهنئة من القادة في جميع أنحاء العالم، بما في ذلك الرئيس الأمريكي جو بايدن، والرئيس الصيني شي جين بينغ، والمستشار الألماني أولاف شولتز، وملك إسبانيا فيليب السادس، والملك السويدي كارل السادس عشر غوستاف، وملك النرويج هارالد الخامس، والملك فاجيرالونجكورن حاكم تايلاند، وملك المغرب محمد السادس، ورئيس الإمارات العربية المتحدة الشيخ خليفة، والرئيس الإسرائيلي إسحاق هرتسوغ، والرئيس الفيتنامي نجوين زوان فوك.

## الاحتفالات في جميع أنحاء الكومنولث
أعلن عن خطط الاحتفال من قبل قصر باكنغهام في 10 يناير 2022.
لأول مرة، أضاءت منارات اليوبيل في كل عاصمة من دول الكومنولث.
اشتركت دار صك العملة الملكية مع دار صك العملة الملكية الكندية في إنشاء مجموعة من عملتين، حيث صمم كل دار عملة معدنية للمجموعة. العملة الفضية التي صممتها دار صك العملة الملكية تحمل صورة فروسية للملكة على ظهرها وعباءة ملكية على الوجه. العملة الفضية التي صممتها دار صك العملة الملكية الكندية لها تصميم عكسي يصور الملكة في عام 1952، بينما يوجد على الوجه صورة الملكة المستخدمة في العملات المعدنية الكندية منذ عام 2003.
عكست خدمة يوم الكومنولث في وستمنستر أبي يوم 14 مارس اليوبيل مع التركيز بشكل خاص على الدور الذي تلعبه الخدمة في حياة الناس والمجتمعات في جميع أنحاء الكومنولث.
قام أفراد العائلة المالكة بسلسلة من الجولات الملكية لدول الكومنولث. سافر الحكام العامون لأنتيغوا وبربودا وأستراليا وبليز وكندا وغرينادا وجامايكا ونيوزيلندا وبابوا غينيا الجديدة وسانت لوسيا إلى المملكة المتحدة في يونيو لتمثيل بلدانهم في احتفالات اليوبيل.
في مساء 1 يونيو، نشرت صورة اليوبيل الرسمية للملكة. التقطت الصورة، التي صورها رانالد ماكشني، في فيكتوريا فيستيبول في قلعة وندسور في 25 مايو. تُظهر الصورة الملكة في ثوب أزرق، مع رؤية تمثال تشارلز الثاني خلف نافذة في الخلفية.
وقالت الملكة في رسالة خاصة: ستخلق الكثير من الذكريات السعيدة، خلال الأيام الأربعة المقبلة. وشكرت كل من شارك في دعوة المجتمعات والأسر والجيران والأصدقاء للاحتفال باليوبيل.

بعد عطلة نهاية الأسبوع المتعلقة باليوبيل البلاتيني، أصدرت الملكة رسالة شكر قالت فيها:
عندما يتعلق الأمر بكيفية الاحتفال بمرور سبعين عامًا على أن تكون ملكتك، فلا يوجد دليل إرشادي يجب اتباعه. إنها حقًا الأولى. لكنني شعرت بالتواضع والتأثر العميق لأن الكثير من الناس نزلوا إلى الشوارع للاحتفال بيوبيلتي البلاتينية. على الرغم من أنني ربما لم أحضر كل حدث شخصيًا، إلا أن قلبي كان معكم جميعًا؛ وما زلت ملتزمة بخدمتكم بأفضل ما في وسعي، بدعم من عائلتي.
تميزت كوينز باتون لألعاب الكومنولث 2022 بخيط بلاتيني بطولها

## زيارات اليوبيل

### أنتيغوا وبربودا
قام إيرل وكونتيسة ويسيكس بزيارة أنتيغوا وبربودا في أبريل. قبل الزيارة، كتبت لجنة دعم تعويضات أنتيغوا وبربودا رسالة مفتوحة تنتقد التعليقات السابقة للعائلة المالكة بشأن العبودية. خلال زيارتهما في 25 أبريل، تفاعل الزوجان مع الحرفيين المحليين والمبدعين والمجموعات المجتمعية، وزارا ملعب السير فيفيان ريتشاردز والأكاديمية الوطنية للإبحار. في مقر الحكومة، قدموا ميداليات اليوبيل البلاتيني لثلاثة أشخاص تقديرًا لخدمتهم للأمن القومي. خلال اجتماعهم مع رئيس الوزراء غاستون براون ومجلس وزرائه، صرح براون أن البلاد ستستمر في تولي الملكة منصب رئيس الدولة، لكنه قال إن بلاده تطمح في مرحلة ما إلى أن تصبح جمهورية. كما طلب من الزوجين استخدام نفوذهما الدبلوماسي للحصول على العدالة التعويضية لأنتيغوا وبربودا.
أشعلت جمعية الكشافة في أنتيغوا وبربودا ونادي الروتاري في أنتيغوا منارة في مقر الحكومة في سانت جونز في 2 يونيو.

### أستراليا
كانت الملكة إليزابيث الثانية أول حاكم أسترالي يحتفل باليوبيل البلاتيني، وأقيمت مجموعة من الأحداث الوطنية والمجتمعية في جميع أنحاء البلاد. قال رئيس الوزراء آنذاك سكوت موريسون: نخطط لعقد مجموعة من الأحداث لتتزامن مع التواريخ الرئيسية طوال عام 2022، لإظهار احترامنا وتقديرنا لسبعة عقود من الخدمة.
أطلقت وزارة الزراعة والمياه والبيئة الأسترالية أيضًا مبادرة غرس الأشجار. ستقدم الحكومة الأسترالية ما يصل إلى 15.1 مليون دولار أسترالي من تمويل المنح في عام 2022 للمجموعات والمنظمات المؤهلة لأحداث غرس الأشجار المجتمعية.
تمكن الأستراليون من إرسال رسالة شخصية تهنئة وشكرًا للملكة على موقع الحكومة الأسترالية لليوبيل البلاتيني في الفترة من 2 إلى 16 يونيو 2022. جمعت الرسائل وأرسلت إلى قصر باكنغهام وأرشفت من كومنولث أستراليا.